# Sestav šestih tetraedrov z vrtilno svobodo
Sestav šestih tetraedrov z vrtilno svobodo je v geometriji simetrična porazdelitev 6 tetraedrov, ki jih obravnavamo kot antiprizme. Lahko ga tudi naredimo z nanizanjem šestih tetraedrov v kocki, ki jih potem zavrtimo v parih okoli treh osi. Zavrtimo jih še okoli središča dveh nasprotnih  si kubičnih stranskih ploskev. Vsak tetraeder zavrtimo za enak in v paru nasproten kot θ. Enakovredno lahko tetraeder včtamo v kocko v sestav šestih kock z vrtilno svobodo. Pri tem pa se mora ohraniti tetraederska simetrija.
Kadar je θ=0 so vseh šest tetraedrov sovpada. Če pa je θ enak  45º nastane bolj simetrični sestav šestih tetraedrov, ki ima vrtilno svobodo. 
Sklic v preglednici na desni se nanaša na seznam sestavov uniformnih poliedrov.    

## Vir
- Skilling, John (1976), »Uniform Compounds of Uniform Polyhedra«, Mathematical Proceedings of the Cambridge Philosophical Society, 79 (03): 447–457, doi:10.1017/S0305004100052440, MR 0397554.